# North Madison
North Madison é uma Região censo-designada localizada no estado norte-americano de Ohio, no Condado de Lake.

## Demografia
Segundo o censo norte-americano de 2000, a sua população era de 8451 habitantes.

## Geografia
De acordo com o United States Census Bureau tem uma área de
10,4 km², dos quais 10,4 km² cobertos por terra e 0,0 km² cobertos por água.

## Localidades na vizinhança
O diagrama seguinte representa as localidades num raio de 12 km ao redor de North Madison.